# Ėrken-Šachar
Ėrken-Šachar (in russo Эркен-Шахар?; in lingua nogai: Эркин-Шахар) è un insediamento di tipo rurale della Repubblica autonoma della Karačaj-Circassia, nel Caucaso, centro amministrativo del rajon Nogajskij.
Il villaggio si trova sulla riva sinistra del fiume Kuban', circa 20 km a nord-ovest della città di Čerkessk e 31 km a sud di Nevinnomyssk.